# Botic van de Zandschulp
Botic van de Zandschulp (ur. 4 października 1995 w Wageningen) – holenderski tenisista, reprezentant kraju w Pucharze Davisa.

## Kariera tenisowa
W cyklu ATP Tour Holender jest zwycięzcą dwóch turniejów w grze podwójnej z pięciu rozegranych finałów oraz finalistą dwóch turniejów w grze pojedynczej.
Od listopada 2019 roku reprezentuje Holandię w Pucharze Davisa. W 2024 roku osiągnął wspólnie z reprezentacją finał edycji, w której Holendrzy ulegli Włochom 0:2. Van de Zandschulp otwierający rywalizację finałową pierwszy singlowy mecz przegrał 4:6, 2:6 z Matteo Berrettinim.
W rankingu gry pojedynczej najwyżej był na 22. miejscu (29 sierpnia 2022), a w klasyfikacji gry podwójnej na 60. pozycji (22 maja 2023).

### Finały w turniejach ATP Tour
| Legenda                                      |
| -------------------------------------------- |
| Wielki Szlem                                 |
| Igrzyska olimpijskie                         |
| Tennis Masters Cup / ATP Finals              |
| ATP Masters Series / ATP Tour Masters 1000   |
| ATP International Series Gold / ATP Tour 500 |
| ATP International Series / ATP Tour 250      |

#### Gra pojedyncza (0–2)
| Końcowy wynik | Nr | Data             | Turniej   | Nawierzchnia | Przeciwnik  | Wynik finału     |
| ------------- | -- | ---------------- | --------- | ------------ | ----------- | ---------------- |
| Finalista     | 1. | 1 maja 2022      | Monachium | Ceglana      | Holger Rune | 4:3 krecz        |
| Finalista     | 2. | 23 kwietnia 2023 | Monachium | Ceglana      | Holger Rune | 4:6, 6:1, 6:7(3) |

#### Gra podwójna (2–3)
| Końcowy wynik | Nr | Data                 | Turniej     | Nawierzchnia  | Partner            | Przeciwnicy                    | Wynik finału      |
| ------------- | -- | -------------------- | ----------- | ------------- | ------------------ | ------------------------------ | ----------------- |
| Zwycięzca     | 1. | 23 października 2022 | Antwerpia   | Twarda (hala) | Tallon Griekspoor  | Rohan Bopanna Matwé Middelkoop | 3:6, 6:3, 10–5    |
| Finalista     | 1. | 24 lutego 2023       | Doha        | Twarda        | Constant Lestienne | Rohan Bopanna Matthew Ebden    | 7:6(5), 4:6, 6–10 |
| Finalista     | 2. | 21 maja 2023         | Rzym        | Ceglana       | Robin Haase        | Hugo Nys Jan Zieliński         | 5:7, 1:6          |
| Finalista     | 3. | 18 lutego 2024       | Rotterdam   | Twarda (hala) | Robin Haase        | Wesley Koolhof Nikola Mektić   | 3:6, 5:7          |
| Zwycięzca     | 2. | 2 lutego 2025        | Montpellier | Twarda (hala) | Robin Haase        | Tallon Griekspoor Bart Stevens | 6:7(7), 6:3, 10–5 |